# Campionat britànic de motocròs 1953
La temporada de 1953 del Campionat britànic de motocròs, anomenat a l'època ACU Scramble Drivers' Star, fou la 3a edició d'aquest campionat, organitzat per l'ACU.

## Classificació final

### 500cc
| Posició | Pilot             | Motocicleta | Punts |
| ------- | ----------------- | ----------- | ----- |
| 1       | Geoff Ward        | AJS         | 34    |
| 2       | David Tye         | BSA         | 27    |
| 3       | John Avery        | BSA         | 20    |
| 4       | John Draper       | BSA         | 19    |
| 5       | Phil Nex          | BSA         | 15    |
| 6       | Brian Stonebridge | Matchless   | 11    |
| 7       | Leslie Archer     | Norton      | 11    |
| 8       | Dave Curtis       | Matchless   |       |
| 9       | Reg Pilling       | AJS         |       |
| 10      | Jimmy Bray        | BSA         |       |